# Томіліно (платформа)
55°39′18″ пн. ш. 37°57′17″ сх. д. / 55.655° пн. ш. 37.954722222222° сх. д.
Томіліно — зупинний пункт Рязанського напрямку Московсько-Курського регіону Московської залізниці, у складі лінії МЦД-3, в однойменному селищі міського округу Люберці Московської області.

## Історія
Відкритий 1898 року для мешканців дачного селища, названий на честь забудовника Клавдія Миколайовича Томіліна.
Сама залізниця з'явилася 1862-го року під час будівництва залізниці Москва — Коломна.

## Опис
Одна з платформ острівного типу.
Сполучена підземним переходом з вулицями Кольцова, Гоголя з одного боку та вулицями Пушкіна, Нікітіна, Жуковського з іншого.
Реконструйовано у 2006—2007 роках.
Платформа обладнана турнікетами, з'явилися навіси на опорах.
Під час реконструкції було замінено покриття платформи з асфальтового на плитку.
Істотно покращено освітлення станції, з'явилося освітлення у підземному переході, яке раніше не відповідало нормам.
Через великий пасажиропотік станцію було обладнано двома касами з обох боків платформи.
Також через установку турнікетів безпосередньо на платформі існує «каса на вихід», яка працює не весь час.
На платформі існує відеоспостереження, у кількох місцях встановлені відеокамери.
Платформа має великий пасажиропотік, оскільки стала основними транспортними воротами міста Литкаріно.
Найшвидший спосіб проїзду з Москви до Литкаріно — до Томіліно і далі автобусом.

## Пересадки
- Автобуси: 29
- маршрутки: 7, 29, 43, 50, 57, 68

| Попередня зупинка | Лінія | Лінія                  | Лінія | Наступна зупинка |
| ----------------- | ----- | ---------------------- | ----- | ---------------- |
| Панки             |       | Казанський напрямок МЗ |       | Краскове         |